# Анчин, Антон Павлович
Антон Павлович Анчин (30.01.1990, Стерлитамак, Башкирская АССР, РСФСР, СССР) — российский пловец. Мастер спорта России международного класса.
Участник летних Олимпийских игр 2012 года, XXVI Всемирной летней Универсиады 2011 года в Шэньчжэне (Китай). Основные виды: 100 м и 200 м на спине. Призёр Кубка России по плаванию и чемпионата России 2011 года.
Победитель международных соревнований Кубок Владимира Сальникова-2011 на дистанции 200 м на спине.
Серебряный призёр юношеского чемпионата мира (2006).
4-кратный бронзовый призёр Юношеского европейского олимпийского фестиваля (2005).
Победитель и призёр первенств России среди юниоров.
Рост: 180 см. Вес:75 кг.
Спортивное общество: ФСО «Россия».
Тренеры: Ильдус Магафурянович Гилимшин и заслуженный тренер России Александр Николаевич Живаев.